# Fritz Torno
Fritz Albert Torno (* 8. April 1881 in Kallies (Pommern); † 7. November 1962 in Hannover) war ein deutscher Architekt.

## Leben
Fritz Torno war der Sohn des Kaufmanns in Kallies Wilhelm Torno. Er studierte vier Semester Architektur an der Staatlichen Baugewerkschule Deutsch-Krone und anschließend sechs Semester an Technischen Hochschule Hannover bei Heinrich Köhler und Hubert Stier. 1901 gehörte er zu den Gründungsmitgliedern der Norddeutschen Verbindung Hannover, die sich 1903 in Franconia Hannover umbenannte und 1909 unter Fusion mit der Verbindung Franconia Stuttgart als Corps Neo-Franconia in Breslau rekonstituierte. Ab 1903 war er selbständiger Architekt BDA in Hannover. Ab 1911 bildete er dort mit Wilhelm Mackensen die Arbeitsgemeinschaft Mackensen & Torno. Seit 1912 war er mit Mally Wesche aus Göttingen verheiratet.

## Werk

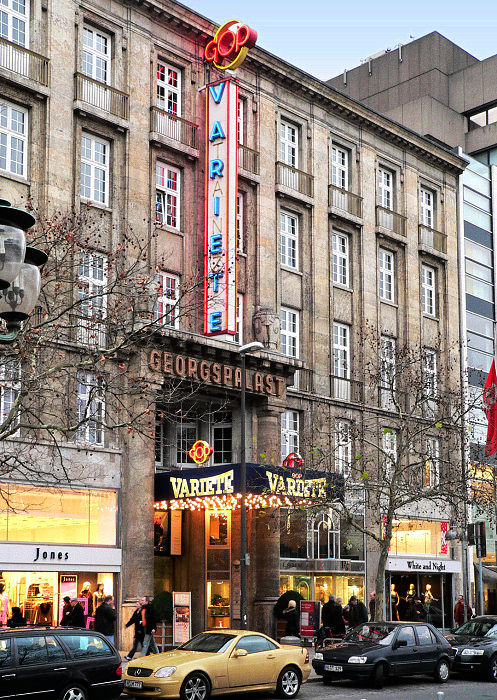
Georgspalast

Alexander Dorner fasste in seiner Schrift 100 Jahre Bauen in Hannover (s. Literatur) auch die frühen Werke von Wilhelm Mackensen und Fritz Torno (vor ihrer Arbeitsgemeinschaft) in lediglich einer Liste Mackensen & Torno zusammen.
Belegt sind bisher folgende Bauten:
- 1912–1913; mit Wilhelm Mackensen: Büro- und Geschäftshaus Georgspalast in Hannover, Georgstraße 36
- 1920–1922; mit Wilhelm Mackensen: Wohnanlage Dorotheenstraße[3]
- 1921 oder ca. 1922–1924: Gebäude der Commerz- und Privatbank AG in Hannover, Theaterstraße 11/12 (Fassade mit Figuren von Georg Herting; erhalten)

Das Hannoversche Biographische Lexikon schreibt das Gebäude den Architekten Wilhelm Mackensen und Adolf Springer zu und datiert es auf ca. 1922–24. Demgegenüber verzeichnet die Hannover Chronik den Bau des Gebäudes 1921 als gemeinsamen Bau der Architekten Mackensen & Torno. Das Gebäude der heutigen Commerzbank steht unter Denkmalschutz.
- 1936–1937: Das 1884–1885 von Heinrich Ludwig Debo errichtete Gebäude der Hannoverschen Kapital-Versicherungsanstalt mit Sparkasse in der Landschaftstraße 5 baute Torno gemeinsam mit Mackensen um und integrierte es in den Neubau der Sparkasse Hannover (Landschaftstraße 4/5, Bausubstanz teilweise erhalten).[6]

## Auszeichnungen
- Ehrenmitglied des BDA